# Luciano Pereira Mendes
Luciano Pereira Mendes , también conocido como La Chimba, es un jugador brasileño quien juegan en el Sepahan en la Iran Pro League.

## Carrera

### Foolad
Después de pasar la temporada anterior en el Club Atlético Linense paulista, Luciano fue transferido al Foolad FC de la Iran Pro League en el verano de 2012. En la temporada 2013-14 , ayudó al Foolad a obtener el título del campeonato anotando nueve goles en la liga. También anotó seis goles en Liga de Campeones de la AFC.

### Sepahan
El 3 de julio de 2014, Luciano acordó un contrato de dos años con Sepahan por un valor de $ 5 dólares. Él firmó oficialmente su contrato el 4 de julio y fue presentado a los fanáticos. Jugó su primer partido con el Sepahan en su victoria por 2-0 sobre el Paykan. Marcó su primer gol en el siguiente partido, contra Gostaresh.

### Estadísticas
Actualizado hasta el 16 de marzo de 2015
| Equipo                  | Equipo  | Equipo          | Liga | Liga  | Copa       | Copa       | Continental | Continental | Total | Total |
| Season                  | Club    | Liga            | Apps | Goles | Apps       | Goles      | Apps        | Goles       | Apps  | Goles |
| Iran                    | Iran    | Iran            | Liga | Liga  | Copa Hazfi | Copa Hazfi | Asia        | Asia        | Total | Total |
| ----------------------- | ------- | --------------- | ---- | ----- | ---------- | ---------- | ----------- | ----------- | ----- | ----- |
| Iran Pro League 2012-13 | Foolad  | Iran Pro League | 32   | 12    | 1          | 1          | –           | –           | 33    | 13    |
| Iran Pro League 2013-14 | Foolad  | Iran Pro League | 23   | 9     | 1          | 0          | 5           | 6           | 29    | 15    |
| Iran Pro League 2014-15 | Sepahan | Iran Pro League | 21   | 5     | 0          | 0          | 0           | 0           | 21    | 5     |
| Iran Pro League 2015-16 | Sepahan | Iran Pro League |      |       |            |            |             |             |       |       |
| Total                   | Total   | Total           | 76   | 26    | 2          | 1          | 5           | 6           | 83    | 33    |

- Asistencias

| Temporada               | Equipo  | Asistencias |
| ----------------------- | ------- | ----------- |
| Iran Pro League 2012–13 | Foolad  | 5           |
| Iran Pro League 2013–14 | Foolad  | 4           |
| Iran Pro League 2014–15 | Sepahan | 4           |

## Honores
Foolad
- Iran Pro League (1): Iran Pro League 2013–14